# Pétrole et gaz naturel en Arctique
L'océan Arctique est identifié comme fertile en hydrocarbures (pétrole et gaz naturel) depuis des décennies ; certains gisements y sont déjà exploités, le plus connu étant l'Alaska. En 2007, seule une étroite bande côtière est exploitée, mais la fonte prochaine de la banquise d'été autorise de nouvelles ambitions.

## Géographie et géopolitique

La ligne rouge est l'isotherme à du mois de juillet.

Centré sur le pôle Nord, l'océan Arctique couvre une surface de 14 millions de km2 ; il est situé pour l'essentiel au nord du cercle Arctique. La zone la plus proche de l'Europe est la mer de Barents : une superficie d'environ 1,4 million de km2, grossièrement carrée, entre le nord de l'Europe (au sud), les îles Svalbard et François-Joseph (au nord), et la grande île de Nouvelle-Zemble à l'est, elle a déjà montré son potentiel, particulièrement en gaz (Snøhvit, Shtokman). Une partie de cette zone fait l'objet d'un litige frontalier entre la Russie et la Norvège ; son règlement est en cours en 2007, mais a été interrompu par la démission du premier ministre russe. En septembre 2010, ce différend serait en cours de résolution, simultanément à des propositions de production en commun sur Yamal et Shtokman.
Plus à l'est, on trouve la mer de Kara, qui à l'est de la Nouvelle-Zemble, offre aux Russes un potentiel considérable et déjà en exploitation. 
Toujours vers l'est, la mer des Laptev et la mer de Sibérie orientale, au nord de la Sibérie, toujours sous contrôle russe.
Au nord du détroit de Béring, la mer des Tchouktches est partagée entre la Russie et les États-Unis. 
La mer de Beaufort, au nord de l'Alaska, qui relève de la souveraineté des États-Unis, est la zone la plus anciennement exploitée ; les îles du Nunavut le sont également. 
Les rivages du Groenland (sous souveraineté danoise) et la mer de Baffin font partie des inconnues. L'océan Arctique s'ouvre vers l'océan Atlantique par le détroit de Fram.
Signalons également quelques îlots tels que Jan Mayen et l’île aux Ours qui rendent la géopolitique de cette région (encore) un peu plus compliquée.
Ce tour de la région laisse un dernier territoire sans responsable identifié : la proximité du pôle, avec les bassins de Makarov, Amundsen et Nansen ; cette zone, caractérisée par sa position centrale et sa grande profondeur d'eau, fait déjà l'objet de revendications de la part de la Russie, du Canada et de la Norvège. La Russie appuie sa réclamation sur le droit de la mer et la présence de la Dorsale de Lomonossov ; elle a procédé à une opération médiatique avec les prises de vue d'un sous-marin Mir déposant un fanion à la verticale du pôle et a créé la base militaire Trèfle arctique au nord de l'archipel François-Joseph. La Norvège exerce la même réclamation pour des raisons analogues. 
Cette région du monde présente un intérêt stratégique de longue date : passage du Nord-Ouest, passage du Nord-Est permettront d'économiser du temps, du carburant, et les péages des canaux de Panama et de Suez, tout en autorisant le dépassement des calibres Panamax et Suezmax ; elle servait de rempart naturel entre la Russie et les États-Unis, tout en autorisant de discrètes intrusions ; elle fournissait à la Russie un accès trop isolé aux océans. Avec la fonte annoncée de la banquise d'été, l'ensemble de ces éléments va se trouver transformé. L'Arctique va devenir un lieu de passage commercial considérable, perturbant les implantations militaires, qui elles-mêmes gênent les exploitations industrielles ; celles-ci risquent enfin de perturber les fragiles et indispensables écosystèmes, déjà endommagés par le réchauffement climatique. L'avenir de l'Arctique ne se résout pas à ses seuls hydrocarbures.

## Climat et évolution
Le climat polaire est caractérisé par des hivers froids et des étés frais. En hiver, les températures moyennes sont de −37 °C, avec un record de −68 °C ; en été, les 10 °C sont atteints, d'où la fonte annuelle de la banquise. Ce froid extrême génère le positionnement d'un anticyclone régulier, isolant cette région des perturbations, et conduisant à des précipitations très faibles, avec seulement 50 cm annuels. Les éventuelles dépressions peuvent générer des vents importants, qui en soulevant la neige donnent l'illusion de précipitations supplémentaires. Le réchauffement climatique est accentué dans cette région du monde, et les températures moyennes auraient déjà augmenté de 1,5 °C ; ce réchauffement, en plus de conduire à la disparition de la banquise d'été, risque de perturber la situation anticyclonique actuelle, autorisant ainsi le passage plus fréquent de perturbations aux plus hautes latitudes, rendant ainsi la navigation plus périlleuse. Le réchauffement arctique semble s'accélérer depuis les années 2000.

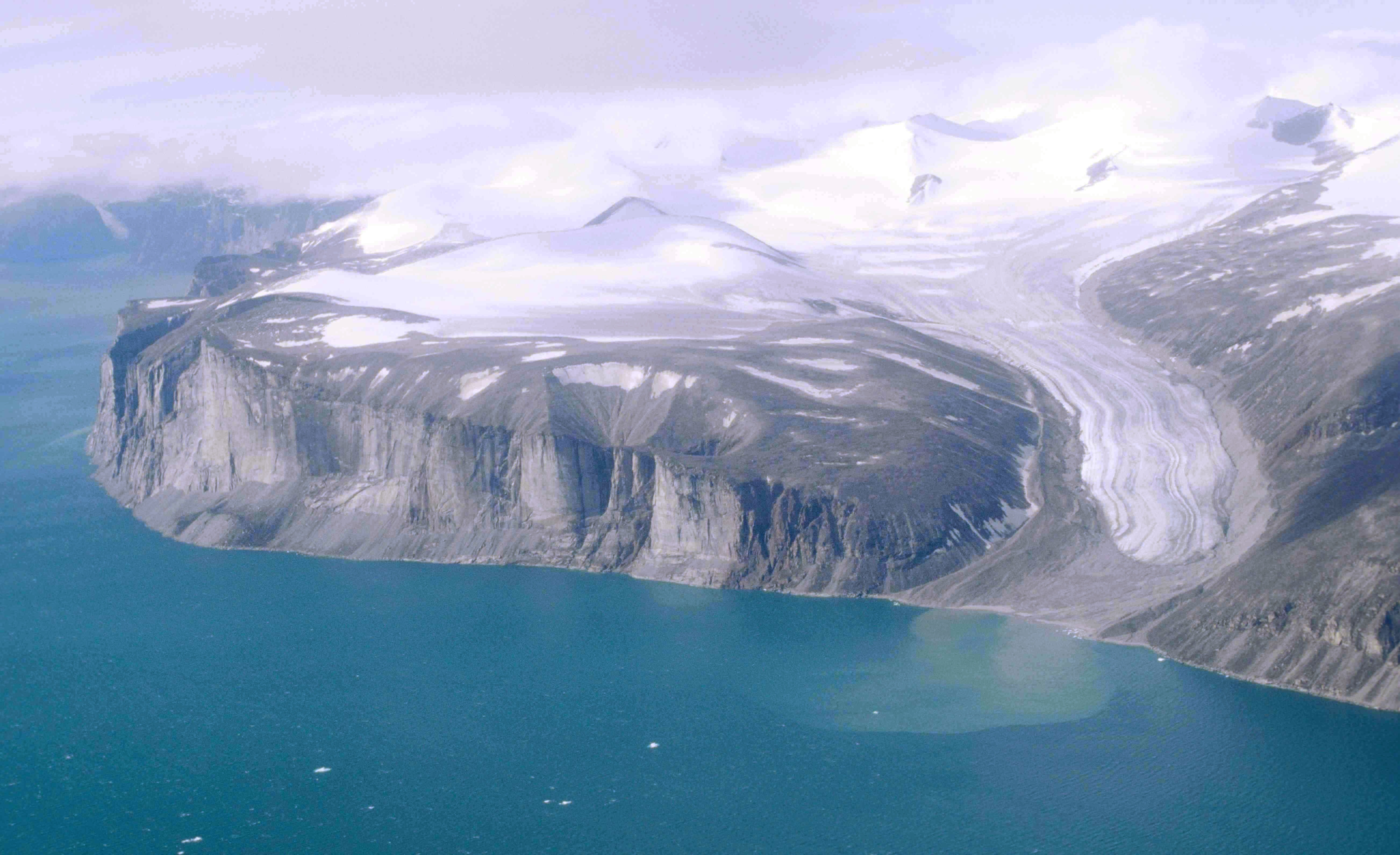
La langue d'un glacier en Terre de Baffin, Nunavut.

L'épaisseur de la glace d'hiver est déjà passée en un demi-siècle de quatre à deux mètres seulement ; l'âge moyen de la glace est passé de dix ans à trois ans (valeurs 2005). La plupart du matériel moderne (brise-glace, plateformes) s'accommodant facilement d'une épaisseur d'un mètre, on n'attendra pas la fonte définitive de la banquise pour entreprendre l'utilisation commerciale de l'Arctique. On pense assister à une fonte différentielle selon les rivages, ceux de la Sibérie étant libérés avant ceux de l'Amérique du Nord. Le satellite Cryosat-2, lancé en février 2010, apporte des informations extrêmement précises sur la banquise arctique. L'année 2007 semble marquer une accélération de la fonte ; cette animation montre que la navigation était libre depuis l'atlantique nord jusqu'en mer de Kara, le Passage du Nord-Est étant pratiquement libre.
Les icebergs sont aujourd’hui rares en Arctique ; ils pourraient devenir plus fréquents si les glaciers côtiers du Groenland nord étaient soumis à une fonte rapide ; ce point ajoute une inconnue supplémentaire à l'exploitation commerciale de l'Arctique. Les courants actuellement connus (transpolaire et circumpolaire) risquent eux aussi de se trouver perturbés par la fonte de la banquise. La technologie qui permet de repérer les icebergs par satellite, et de transmettre leurs positions aux opérateurs, est déjà disponible.

## Protection de l'environnement

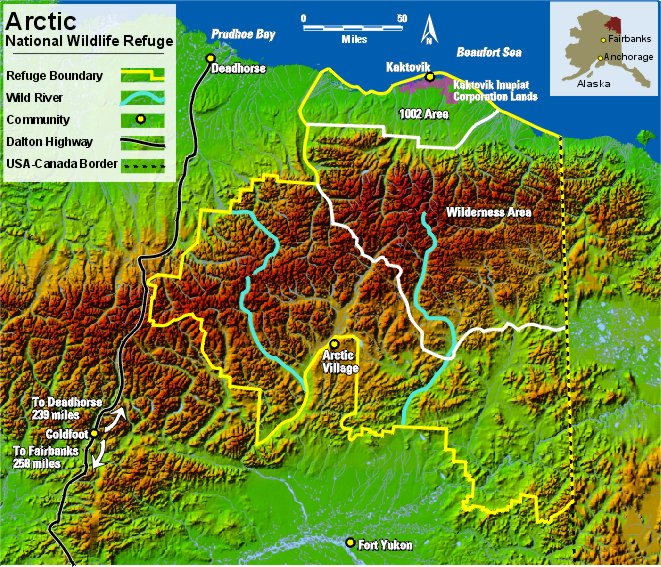
Carte de l'en.

La vie marine arctique est extrêmement dense ; on pense qu'elle est le lieu de reproduction de nombreuses espèces vivant en atlantique nord : la morue de l'atlantique, la morue polaire, le hareng, le capelan, etc. ; mais surtout, de l'essentiel du phytoplancton de l'atlantique nord, déjà menacé par ailleurs. Un accident d'exploitation provoquerait une pollution des fonds côtiers, qui resterait active pendant des décennies, compte tenu des très basses températures ; elle mettrait en danger ces sites de reproduction, faisant peser une menace sur la totalité de la chaîne trophique de l'atlantique nord. La décision d'exploiter ou non ces zones, et avec quelles précautions, sera lourde de conséquences. 
Une partie de l'Alaska est protégée sous le nom de refuge faunique national Arctic ; l'exploitation pétrolière y est interdite ; ce point fait l'objet de remises en cause régulières depuis le président Carter.
Selon la revue « Nature » (janvier 2015), un tiers des réserves de pétrole, la moitié de celles de gaz, et 80 % de celles de charbon devraient rester sous terre pour que soit respecté l’objectif de hausse des températures de 2 °C d’ici à 2050. Dans ces conditions, le développement du pétrole et du gaz de l’Arctique est particulièrement contestable. Ce défi s’ajoutera à celui, des risques sur l’environnement posés par l’exploitation de l’Arctique.

## Géologie
Cette partie de la planète ayant été explorée très partiellement (au sens de la recherche pétrolière moderne), les réserves qui lui sont attribuées ne peuvent être que des estimations, dans lesquelles la simple règle de trois joue un grand rôle.
- Wood Mackenzie estime que les réserves arctiques représentent seulement 29 % des réserves non découvertes de gaz, et 10 % des liquides, au total 166 Gbep : les réserves déjà connues sont estimées à 233 Gbep[24].
- L'USGS est plus optimiste avec 25 % des réserves non découvertes[24].
- Le ministère russe des ressources naturelles estime que la seule part russe de ces réserves serait de 586 Gbep[24].

Quoi qu'il en soit, les différents observateurs s'accordent pour constater que l'essentiel de ces réserves (69 %) appartient à la Russie.
L'USGS a entrepris un programme pluriannuel de recherche sur les ressources pétrolières de l'Arctique intitulé Circum-Arctic Resource Appraisal (CARA). Dans une publication datant de juillet 2008, l'USGS estime les réserves non découvertes à 90 milliards de barils pour le pétrole, 1,669 billion de barils pour le gaz naturel et 44 milliards de gaz naturel liquide. 84 % de ces réserves non découvertes se trouveraient en mer.

## Spécifications techniques de l’exploitation pétrolière
L'essentiel des zones concernées se trouve par des profondeurs allant de 10 à 1 000 m de fond, fréquemment 150 m, ce qui est tout à fait accessible aux équipements modernes. La température de l'eau varie entre −1,8 °C (température de l'eau de mer à son point de fusion) et 4 °C ; les conditions de vent et de vagues risquent d'évoluer beaucoup avec la disparition de la banquise d'été.

### Exigences matérielles
Les conditions climatiques exigeront des équipements résistant aux températures d'air et d'eau très basses, à l'embâcle annuelle, et plus tard à l'éventuelle survenance d'icebergs. Les gazoducs devront tenir compte de la possible formation de clathrates, et les oléoducs de la précipitation des paraffines.

### Distance de la côte
Certains sites se trouveront éventuellement très éloignés de la côte (Shtokman est à 600 km) ; ceci impose non seulement une logistique adaptée, mais des coûts supplémentaires pour l'acheminement des matériels et la pose des oléoducs, gazoducs et lignes de service associées. Le cas de Shtokman est exemplaire : sa distance est telle que l'on peut hésiter entre investir dans une usine de liquéfaction flottante, qui permet d'expédier le méthane par bateau, ou installer un gazoduc sur 600 km.

### Pétrole, gaz, condensats?
L'Arctique a pour le moment fourni une quantité inhabituelle de puits à gaz, avec ou sans condensats ; le gaz est moins bien valorisé (2007) que le pétrole. Cette particularité rend cette région moins intéressante, à moins que des découvertes futures fassent pencher la balance en faveur des liquides.

### Rythme d'exploitation

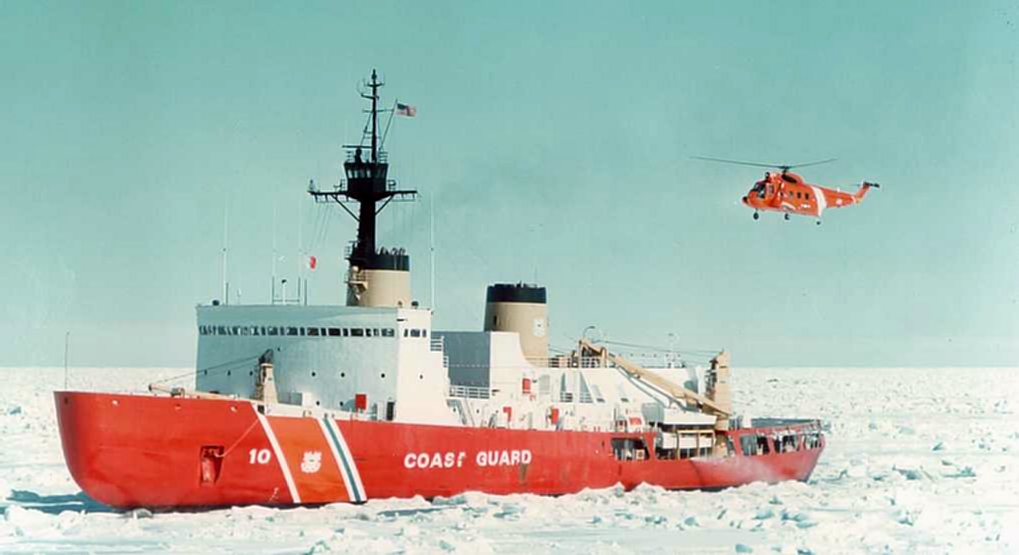
Le Polar Star de l'USCG, avec sa proue surélevée caractéristique des brise-glace.

L'ensemble des points ci-dessus contribue à des coûts supplémentaires importants, rendant le pétrole arctique plus cher que les autres ; il paraît donc probable qu'il sera exploité plus lentement, et à condition que le cours du baril ne descende pas en dessous d'une certaine valeur. La première phase de développement de Shtokman a été estimée à 30 GUSD, pour des réserves de 3,7 Tm3. Wood Mackenzie estime que le pic de production pourrait être de 3 Mbep/j pour les liquides, et 5 Mbep/j pour le gaz dans une vingtaine d'années. Alors que la Russie détient l'essentiel des réserves, elle ne dispose pas de l'équipement (les plateformes de forage sur Shtokman sont norvégiennes) et de la technologie nécessaires pour affronter les difficultés spécifiques à cette région.

## Zones en cours d’exploitation

### Prudhoe Bay
L'un des plus anciens sites exploités en Arctique, le champ pétrolifère de Prudhoe Bay fournit (2007) environ 700 kbbl/j de pétrole, pour des réserves restantes de 3 Gbbl ; le maximum de production fut de 2 Mbbl/j en 1988. Il a justifié la mise en place de l'oléoduc trans-Alaska.

### Sverdrup
Les îles Sverdrup ont fait l'objet de recherches fructueuses en 2000 et 2005,.

### Snøhvit

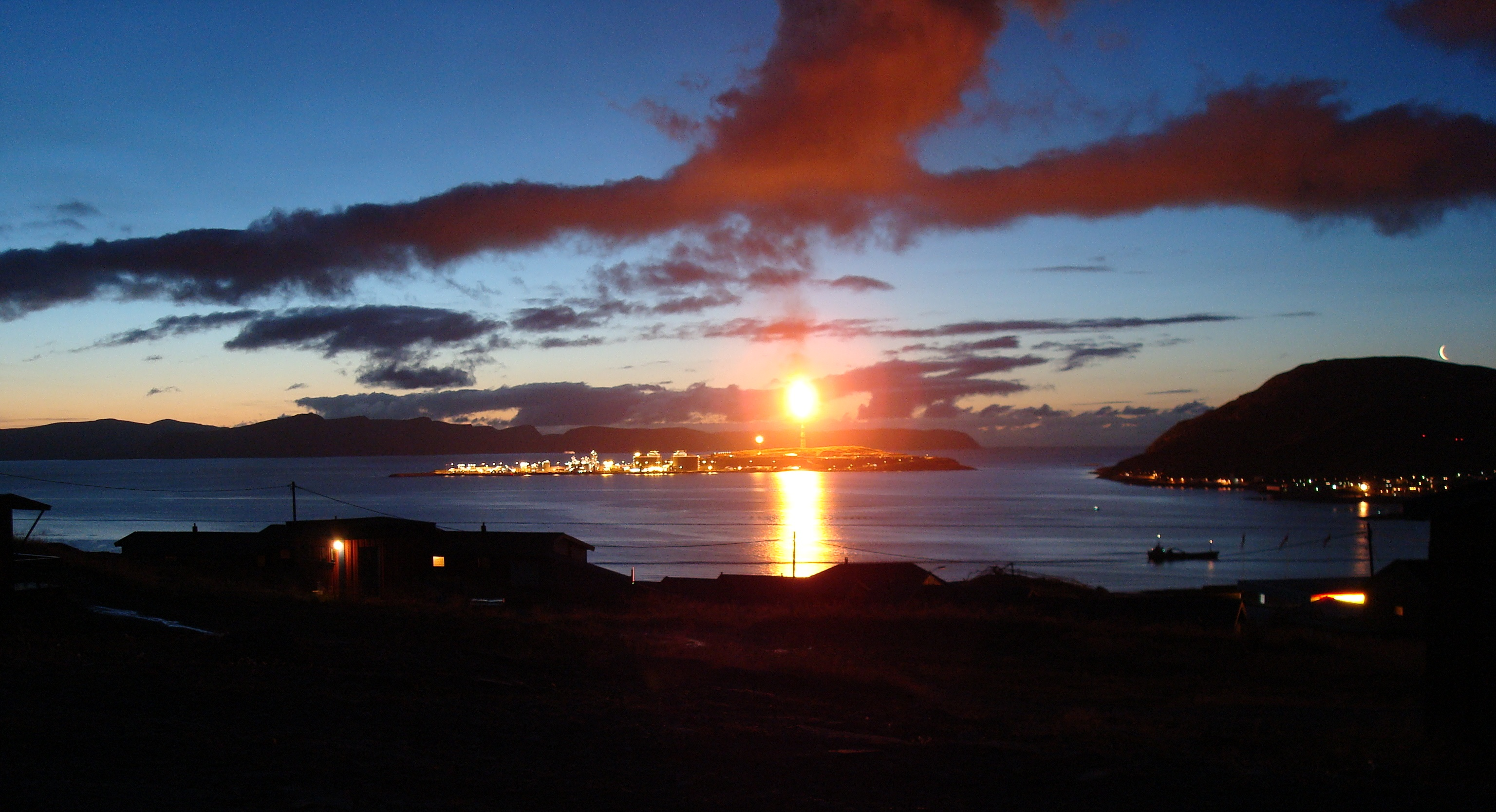
Le site de liquéfaction de Hammerfest, relié à Snøhvit.

Le plus récent des gisements mis en exploitation, Snøhvit est exemplaire de ce que l'on sait faire en 2007, avec les caractéristiques suivantes :
- le site de production est entièrement sous-marin ;
- réserves de 193 Gm3 de gaz, environ 20 Mt de liquides (NGL + condensats) ;
- profondeur 250–345 m ;
- 143 km de pipeline sous-marin pour atteindre la côte à Hammerfest ;
- liquéfaction, séparation du CO2 ;
- 153 km de pipe pour séquestration du CO2 séparé[31].

### Prirazlomnoe
Le gisement de pétrole de Prirazlomnoe, découvert en 1989 au sud-est de la mer de Barents, dans le golfe entre l'estuaire de la Petchora et la Nouvelle-Zemble, n'a commencé à être exploité que 24 ans plus tard : Gazprom a déchargé au début de mai 2014 un premier chargement de 70 000 tonnes de pétrole ARCO (nouvelle marque du pétrole du plateau arctique russe), de qualité inférieure par rapport à l'Urals ; la licence du gisement appartient à Gazprom Neft Shelf et l'opérateur est Gazprom Neft ; les investissements dans le projet d'exploitation sur le plateau arctique atteignent environ 1,8 milliard d'euros ; la plate-forme Prirazlomnoe a été installée en août 2011 et l'exploitation a commencé fin 2013 ; les réserves disponibles sont estimées à 72 millions de tonnes ; pour 2014, la production prévue est de 300 000 tonnes.

## Projets en cours ou envisagés

### ProspectKorpfjell
Deux forages de prospection ont été faits en Mer de Barents en 2017 et 2019 sur la zone Korpfjell par le géant norvégien de l'énergie Equinor (en partenariat avec DNO et Petoro (Norvège), Lundin (Suède) et ConocoPhillips (Etats-Unis). Le cabinet Rystad Energy avait annoncé un gisement potentiel pouvant atteindre 10 milliards de barils de pétrole (hypothèse haute ; ce qui serait le plus gros gisement de Norvège). Mais ces forages n'ont pas confirmé le gisement attendu d'hydrocarbures ; seule une quantité négligeable de gaz naturel a été détectée.

### Chtokman
Le gisement de Chtokman (Chtokmanovskoïe, Штокмановское) a été découvert en 1988. Situé à l'est de Mourmansk, en mer de Barents, il se trouve à 555 km de la côte, par 350 m de fond. Le champ couvre une surface de 1 400 km2 ; son développement a fait l'objet de plusieurs volte-face, son coût se situe entre 10 et 25 GUSD. Ses réserves sont estimées à 3,8 Tm3. 20 ans après sa découverte, il n'a toujours pas de plan de développement définitif. Gazprom avait initialement envisagé de développer le gisement pour alimenter en gaz naturel liquéfié le marché nord-américain, bientôt déficitaire en gaz naturel. Les décisions prises en 2007 (voir par exemple) indiquent que sa production sera également proposée à des clients européens. En particulier, la réalisation du gazoduc Nord Stream offrira une voie d'exportation vers l'Europe,.

### Alaska (mer des Tchouktches)
La compagnie Shell a annoncé le 28 septembre 2015 l'abandon de ses forages controversés en Alaska. La campagne d’exploration relancée durant l'été 2015 n’a pas donné les résultats espérés : foré à plus de 2 000 mètres sous l’eau, dans la mer des Tchouktches, le puits « Burger J » a permis la découverte de pétrole et de gaz, mais pas en quantités suffisantes. Greenpeace, qui avait mobilisé de nombreux activistes contre les forages de Shell, a crié victoire sur les réseaux sociaux. Des spécialistes du secteur estiment que cet abandon n'est que provisoire et motivé surtout par la forte baisse des capacités de financement des compagnies pétrolières due à la chute des prix du pétrole ; de nombreuses compagnies, comme ConocoPhillips, Statoil, ExxonMobil ou Chevron, ont laissé Shell partir le premier en adoptant une attitude d'expectative ; elles ne devraient pas y revenir avant au moins cinq ans.

## Réserves non encore découvertes
Sauf indication contraire, les valeurs qui figurent ci-dessous sont généralement extrapolées, obtenues par similitude ou seule analyse géologique ("Yet to find").

### Barents (zone russe)
250 Tcf = 7 Tm3 de gaz.

### Kara - Yamal
La mer de Kara, avec la péninsule de Yamal, contiendrait des réserves de 50 Tm3 de gaz.

### Mer des Laptev
9,3 Gbep.

### Groenland est
47 Gbbl.

### Mackenzie Delta Province
L'USGS estime des réserves de 10,5 Gbbl de pétrole, 1,3 Tm3 de gaz, 4,0 Bbbl de condensats non encore découverts (2006).

### ANWR
L'USGS a estimé à 10,4 Gbbl les réserves de cette zone, pour le moment protégée.

### Cartes
- Topographie et bathymétrie de l'Arctique Crédit : Hugo Ahlenius, UNEP/GRID-Arendal, http://maps.grida.no/go/graphic/arctic_topography_and_bathymetry3
- Carte des réclamations territoriales de la Russie en Arctique
- Champs en mer de Barents russe